# Réhon
Réhon ist eine französische Gemeinde mit 3811 Einwohnern (Stand: 1. Januar 2022) im Département Meurthe-et-Moselle in der Region Grand Est (bis 2015 Lothringen). Sie gehört zum Arrondissement Val-de-Briey und ist Mitglied im Gemeindeverband Grand Longwy Agglomération. Die Einwohner werden Réhonnais und Réhonnaises genannt.

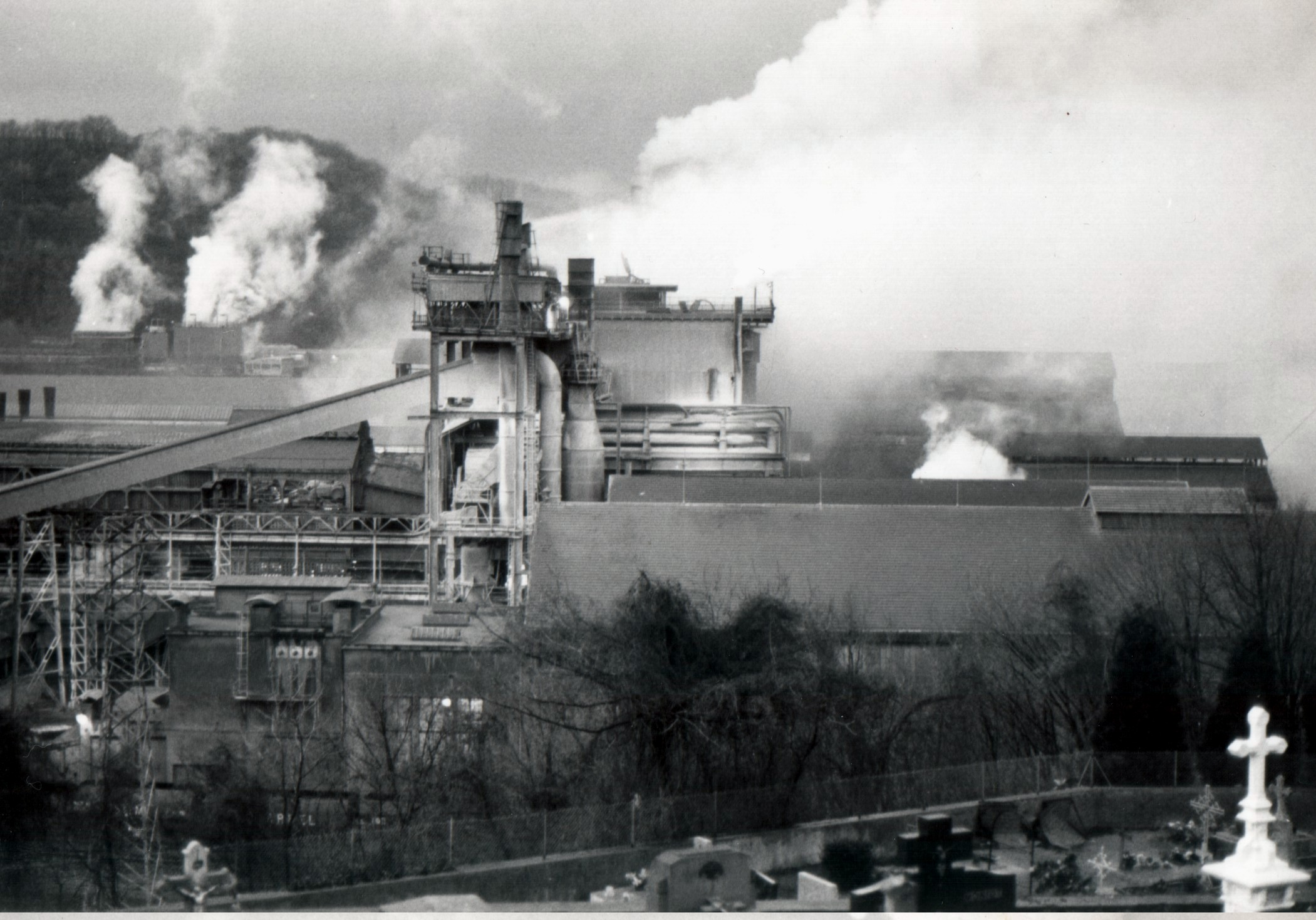
Stahlproduktionsanlagen La Providence in 1978

## Geografie
Réhon liegt im nördlichen Teil des Départements etwa 31 Kilometer nordnordwestlich von Val de Briey nahe dem Dreiländereck Frankreich-Belgien-Luxemburg am Fluss Chiers. Umgeben wird Réhon von den Nachbargemeinden Longwy im Norden und Nordosten, Mexy im Osten, Chenières im Südosten und Süden, Cutry im Süden und Südwesten sowie Lexy im Westen. 
Durch die Gemeinde führt die Route nationale 52. Der Bahnhof von Réhon liegt an der Bahnstrecke Autelbas–Longuyon. 

## Geschichte
Réhon war ein Zentrum der Stahlverhüttung im 19. und 20. Jahrhundert. Die Produktionsanlagen La Providence wurden 1987 endgültig geschlossen.

### Bevölkerungsentwicklung
| Jahr                       | 1962 | 1968 | 1975 | 1982 | 1990 | 1999 | 2006 | 2011 | 2019 |
| -------------------------- | ---- | ---- | ---- | ---- | ---- | ---- | ---- | ---- | ---- |
| Einwohner                  | 5696 | 5174 | 4640 | 3750 | 3168 | 3200 | 3699 | 3741 | 3809 |
| Quellen: Cassini und INSEE |      |      |      |      |      |      |      |      |      |

## Sehenswürdigkeiten
- Pfarrkirche Sainte-Geneviève, erbaut 1733
- Kapelle Saint-Éloi, 1932/33 erbaut, mit Bleiglasfenster von Jacques Grüber
- Schloss Heumont, 1595 erbaut
- Frühere Industrieanlagen (Stahlwerk)

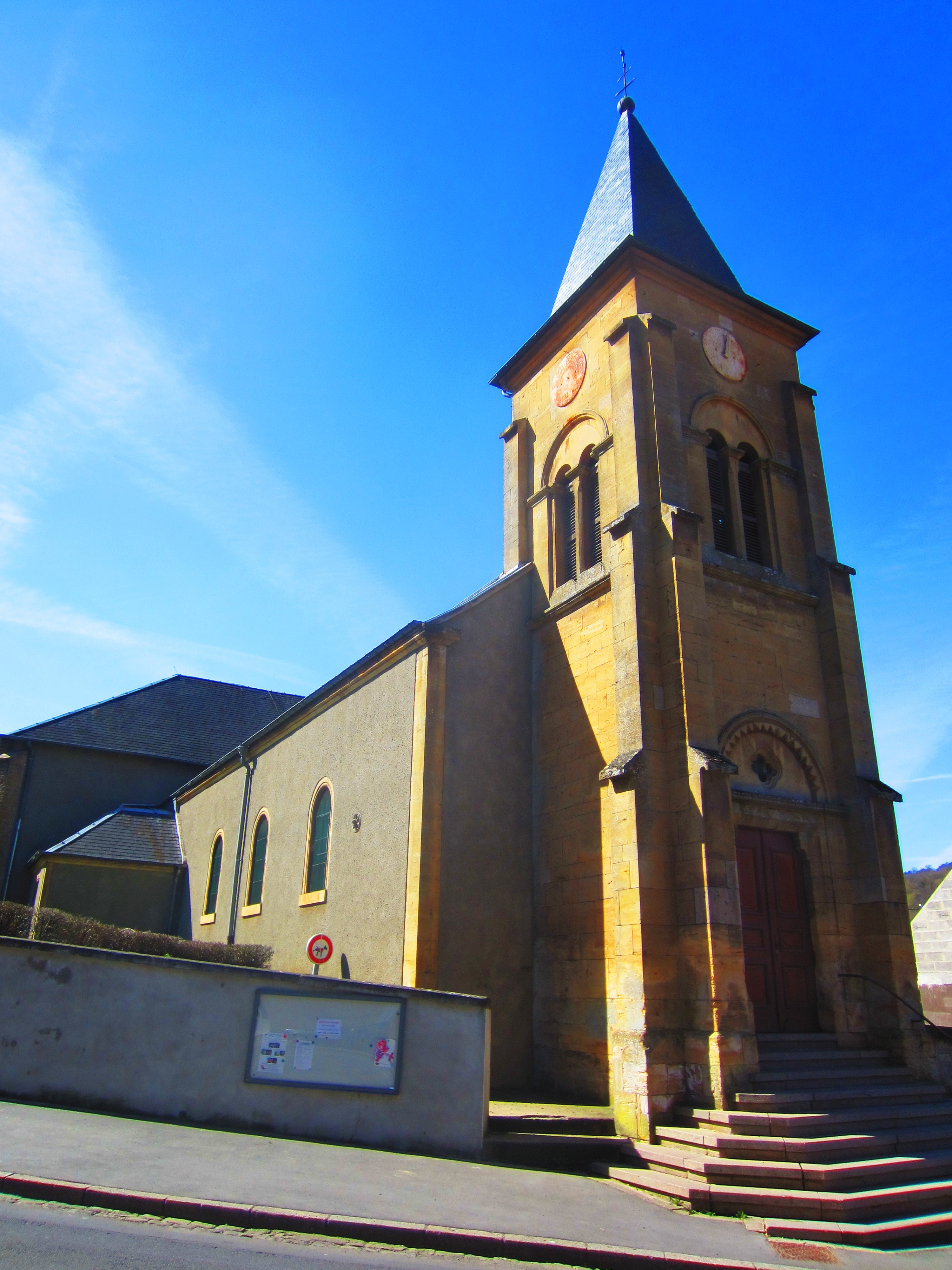
Pfarrkirche Saint-Geneviève
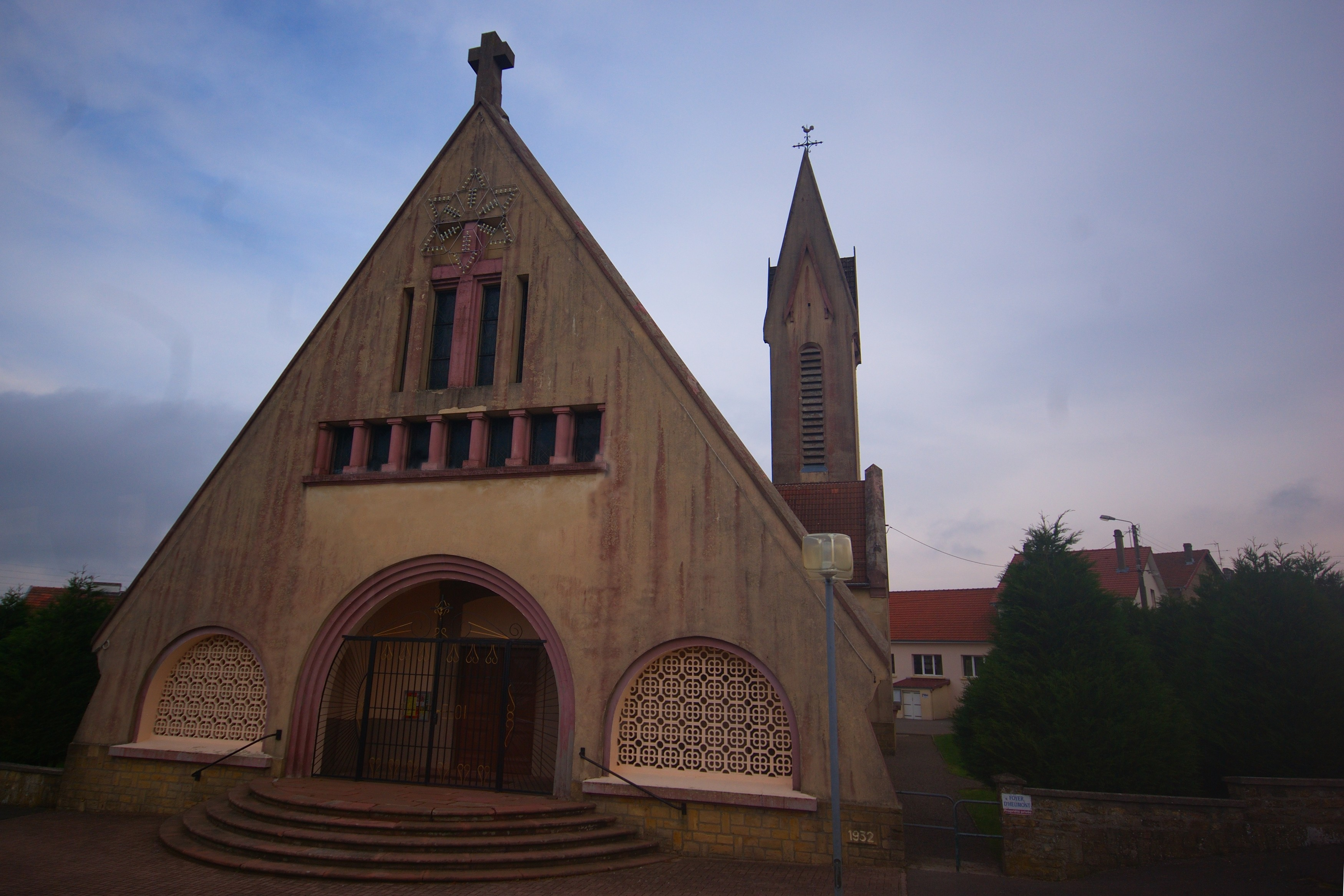
Kapelle Saint-Éloi
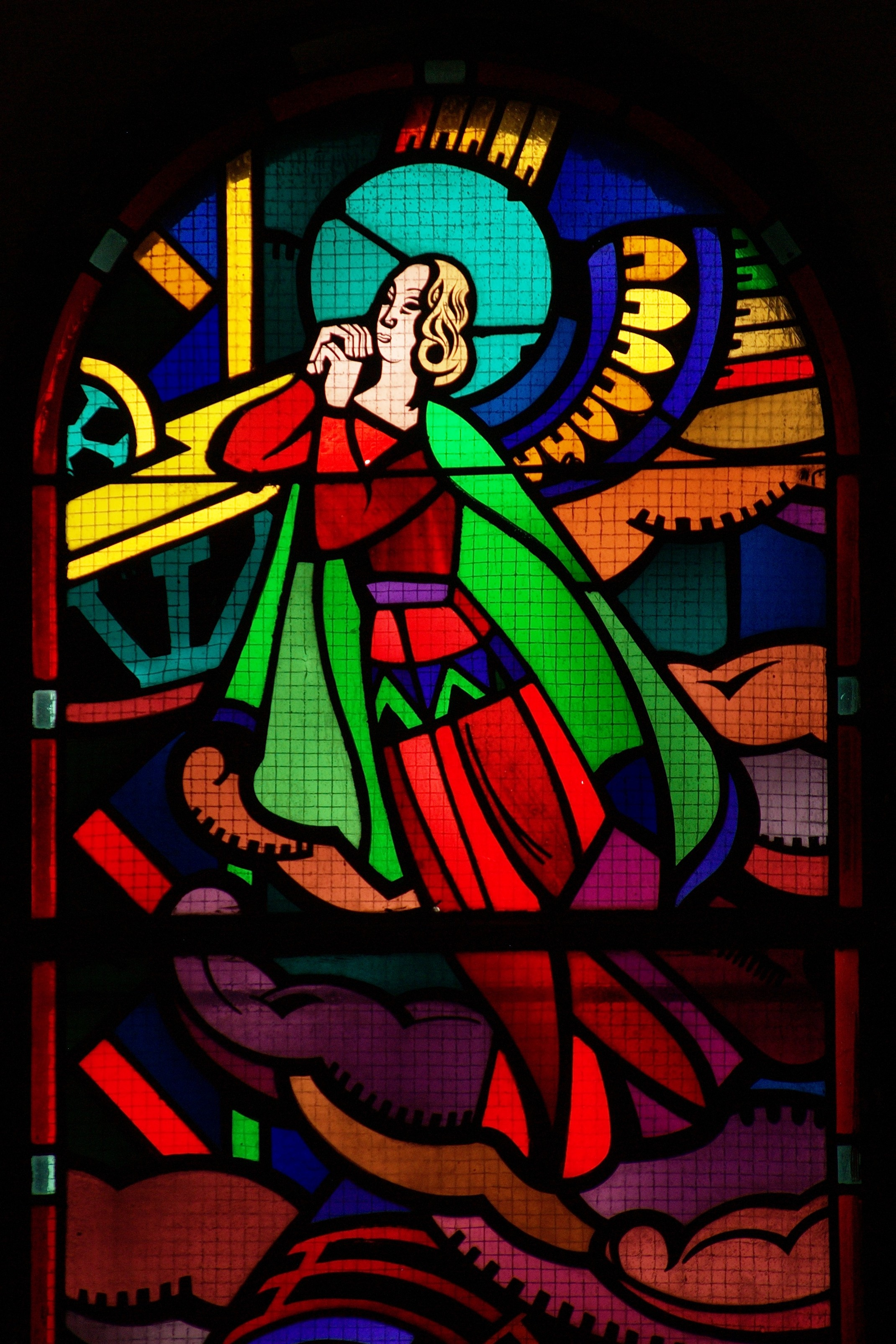
Bleiglasfenster in der Kapelle Saint-Éloi

## Persönlichkeiten
- Alfred Mézières (1826–1915), französischer Literaturwissenschaftler, Hochschulprofessor, Journalist, Politiker und Mitglied der Académie française, geboren in Réhon
- Jean-Marc Reiser (1941–1983), französischer Comiczeichner, geboren in Réhon